# Tityus carinatoides
Espèce
Synonymes
- Tityus carinatus Mello-Leitão, 1937 nec C. L. Koch, 1844

Tityus carinatoides est une espèce de scorpions de la famille des Buthidae.

## Distribution
Cette espèce est endémique de la province de Santa Fe en Argentine,.

## Description
La femelle holotype mesure 60 mm.

## Systématique et taxinomie
Cette espèce a été décrite sous le nom Tityus carinatus par Mello-Leitão en 1937. Ce nom étant préoccupé par Tityus carinatus C. L. Koch, 1844, elle est renommée Tityus carinatoides par Mello-Leitão en 1945.

## Publications originales
- Mello-Leitão, 1945 : « Escorpioes Sul-Americanos. » Arquivos do Museu Nacional do Rio de Janeiro, vol. 40, p. 7-468 (texte intégral).
- Mello-Leitão, 1937 : « Dois Escorpioes Sul-Americanos. » Anais da Academia Brasileira de Ciências, vol. 9, no 2, p. 99- 104.